# Miss Universe Slovenije 1968
Miss Universe Slovenije 1968 (uradno Lepotica 68) je bilo lepotno tekmovanje, ki je potekalo 6. julija 1968 v festivalni dvorani na Bledu.
Organizirala ga je revija Stop. Voditelj prireditve je bil Sandi Čolnik. Prijavilo se je 111 deklet, tekmovalo jih je 11, ki so dva dni pred tekmovanjem bivale v novem Kompasovem hotelu na Bledu.

## Uvrstitve in nagrade
- zmagovalka Saša Zajc, 20 let, uslužbenka (prodajalka), Ljubljana. Prejela je uro in nakit znamke Darwil[nb 1] (ogrlica, zapestnica, prstani in uhani)
- 1. spremljevalka Nataša Košir, 21 let, študentka 1. letnika stomatologije, Kočevje
- 2. spremljevalka Marija Hribar, 18 let, dijakinja dopisne srednje ekonomske šole, Mengeš

Vse tri so šle na jugoslovanski izbor.

## Miss Universe Jugoslavije 1968
Tekmovalo je 15 deklet 26. julija 1968 na Tašmajdanu v Beogradu v organizaciji beograjske revije Svet. Izbora prejšnji dan ni bilo zaradi dežja. Dekleta so se predstavila v belih koktajl oblekah, večernih oblekah do tal in kopalkah.  
V Beogradu so tekmovalke preživele devet dni in hodile na izlete. Za njih in ugledne goste so po izboru v beograjskem hotelu Excelsior pripravili sprejem. Zmagovalka Koširjeva je bila določena za odhod na Miss Evrope 1968 v Nici (to tekmovanje je bilo prestavljeno v Kongo), kamor je potem odšla njena predhodnica Daliborka Stojšić, ki ji je tudi predala lento najlepše Jugoslovanke.

### Uvrstitve in nagrade
- zmagovalka Nataša Košir. Prejela je nakit Darwil in se uvrstila na Miss Universe 1969.
- 1. spremljevalka Saša Zajc. Uvrstitev na Miss Evrope 1969.
- 2. spremljevalka Hakima Čolaković